# Michael Hoffman
Michael Lynn Hoffman (Hawaii, 30 de novembre de 1956) és un director de cinema estatunidenc.

## Biografia
Nascut a Hawaii, Hoffman va créixer a Payette, Idaho. Després de graduar-se a l'escola secundària de Payette, després d'estudiar a la Boise State University, on es va distingir com un jugador de bàsquet i president del cos estudiantil, també estudia literatura  renaixentista en l'Oriel College de la Universitat d'Oxford. Aquí cofunda la Fundació de Cinema de la Universitat d'Oxford, i a través d'ella se les arregla per fer el seu debut com a director amb la pel·lícula Privileged, que en el repartiment inclou a un jove Hugh Grant. El 1987 destaca amb la pel·lícula Promised Land, finançada amb el suport de l'Institut Sundance de Robert Redford.
El 1991 dirigeix Escàndol al plató, comèdia satírica sobre el món de la telenovel·la, segueix la pel·lícula costumista Restoration de 1995 i a l'any següent dirigeix la parella George Clooney i Michelle Pfeiffer en la comèdia romàntica One Fine Day. El 1999 dirigeix  El somni d'una nit d'estiu, una altra adaptació de l'obra de William Shakespeare. Hoffman sempre ha estat vinculat a la figura de Shakespeare, sent cofundador del Festival d'Idaho Shakespeare.
El 2002 dirigeix  The Emperor's Club , amb Kevin Kline i Emile Hirsch, i el 2005 dirigeix, a partir d'un guió de l'escriptor Don DeLillo, el drama esportiu Game 6, amb Michael Keaton i Robert Downey Jr.. La seva següent pel·lícula és  The Last Station , protagonitzada per James McAvoy. El 2014 va dirigir la pel·lícula The Best of Me, adaptació cinematogràfica de la novel·la de Nicholas Sparks.

## Filmografia

### Director
- Privileged (1982)
- Restless Natives (1985)
- Promised Land (1987)
- Some Girls (1988)
- Escàndol al plató (Soapdish) (1991)
- Restoration (1995)
- One Fine Day (1996)
- A Midsummer Night's Dream (1999)
- The Emperor's Club (2002)
- MDs (2002)
- Aquest cop, sí (Game 6) (2005)
- Out of the Blue: A Film About Life and Football (2007)
- The Last Station (2009)
- Gambit (2012)
- The Best of Me (2014)

### Guionista
- Privileged (1982)
- Promised Land (1987)
- A Midsummer Night's Dream (1999)
- The Last Station (2009)

### Productor
- A Midsummer Night's Dream (1999)
- The Great New Wonderful (2005)
- 12 and Holding (2005)
- The Narrows (2008)

### Actor
- Privileged (1982) — Alan